# Шейх Санан (опера)
«Шейх Санан» — вторая опера в пяти действиях азербайджанского композитора Узеира Гаджибекова, который написал либретто по мотивам народного сказания. Опера рассказывает о трагической любви Шейха Санана и грузинской девушки Хумар. Существенным мотивом в опере был протест против жёстоких религиозных канонов, препятствовавших любви между представителями двух национальностей и разных вероисповеданий.
Премьера оперы состоялась 30 ноября (13 декабря) 1909 года в помещении цирка братьев Никитиных в Баку. Режиссёр спектакля — Г. Шарифов, дирижёр Гаджибеков. В главных ролях выступили Гусейнкули Сарабский (Шейх Санан), Лейла ханум (псевд. Тамары Богатко; Хумар), М. X. Терегулов (отец Хумар).
Темой для оперы послужило легендарное сказание о шейхе Санане, который под влиянием неудержимой страсти к красавице-грузинке, отказавшись от пропаганды ислама, сделался пламенным борцом против религии